# Governatori generali del Kenya
Quello che segue è un elenco di governatori generali del Kenya (già amministratori della Compagnia imperiale britannica dell'Africa orientale e amministratori coloniali del Kenya) dalla fondazione della colonia inglese nel 1888 sino alla proclamazione della repubblica nel 1964 con la sostituzione del capo di stato dal monarca del Regno Unito ad un presidente locale.

## Presidente della Compagnia imperiale britannica dell'Africa orientale
- Sir William Mackinnon, 1888-1889

## Amministratori della Compagnia imperiale britannica dell'Africa orientale
- George Sutherland Mackenzie, 1889-1890, 1ª volta
- Francis Walter de Winton, 1890-1891
- George Sutherland Mackenzie, febbraio 1891-1891, 2ª volta
- Greg Martin, 1891-giugno 1891 formalmente
- Lloyd Williams Matthews, 1891-1892
- Sir Gerald Herbert Portal, 1892-1893
- John R.W. Pigott, 1893-1895

## Commissari del protettorato britannico dell'Africa orientale
- Sir Arthur Henry Hardinge, 1895-1890
- C.H. Craufurd, 7 ottobre - 30 dicembre 1900
- Sir Charles Eliot, 1900-1904
- Frederick John Jackson, 20 maggio - 1 agosto 1904, formalmente, 1ª volta
- Sir Donald William Stewart, 1904-1905
- Frederick John Jackson, 1 ottobre - 12 dicembre 1905, formalmente, 2ª volta
- Sir James Hayes Sadler, 12 dicembre - 31 dicembre 1905

## Governatori del protettorato britannico dell'Africa orientale
- Sir James Hayes Sadler, 1905 - 1909
- Sir Charles Calvert Bowring, 12 aprile - 16 settembre 1909, formalmente, 1ª volta
- Edouard Percy Cranwill Girouard, 1909 - 1912
- Sir Charles Calvert Bowring, 17 luglio - 3 ottobre 1912, formalmente, 2ª volta
- Sir Henry Conway Belfield, 1912 - 1917
- Sir Charles Calvert Bowring, 1917 - 1919
- Sir Edward Northey, 1919 - 1920

## Governatori della colonia e protettorato del Kenya
- Sir Edward Northey, 1920 - 1922
- Sir Robert Thorne Coryndon, 1922 - 1925
- Edward Denham, 10 febbraio - 3 ottobre 1925, formalmente
- Edward William Macleay Grigg, 1925 - 1930
- Sir Henry Monck-Mason Moore, 1930 - 1931, formalmente, 1ª volta
- Sir Joseph Aloysius Byrne, 1931 - 1936
- Sir Armigel Wade, 1936 - 1937, formalmente
- Sir Robert Brooke-Popham, 1937 - 1940
  - Walter Harragin, 1939 - 1940, formalmente
- Henry Monck-Mason Moore, 1940 - 1944, 2ª volta
- Gilbert McCall Rennie, 25 ottobre - 12 dicembre 1944
- Sir Philip Euen Mitchell, 1944 - 1952
- Henry Steven Potter, 21 giugno - 21 settembre 1952
- Sir Evelyn Baring, 1952 - 1959
  - Walter Fleming Coutts, 4 ottobre - 23 ottobre 1959, formalmente
- Sir Patrick Muir Renison, 1959 - 1962
- Sir Eric Griffith-Jones, 1962 - 1963
- Malcolm MacDonald, 4 gennaio - 12 dicembre 1963

## Governatore generale del Kenya
- Malcolm MacDonald 1963 - 1964